# Francesco Battaglini
Francesco Battaglini (Mirabello, 13 de março de 1823 – Barbiano, 8 de julho de 1892) foi um cardeal da Igreja Católica italiano, arcebispo de Bolonha.

## Biografia
De família modesta, onde seu pai era alfaiate, recebeu a crisma em 7 de outubro de 1827. Fez seus estudos iniciais com o pároco de sua paróquia, depois no Seminário de Cento (humanidades e filosofia), Seminário de Bolonha (teologia), quando durante este período de sua vida teve dificuldades em suas condições.
Foi ordenado padre em 20 de setembro de 1845, por Carlo Oppizzoni, arcebispo de Bolonha. Concluiu o doutorado em teologia na Universidade de Bolonha (27 de janeiro de 1848). Maitre de salle no Seminário de Bolonha, enquanto fazia doutorado em direito na universidade, não pode concluir a licenciatura por ter sido transferido para o Seminário de Cento para ensinar filosofia. Em 1850, foi nomeado professor de filosofia no Seminário de Bolonha, ocupando o cargo por trinta anos; ele também ensinou teologia dogmática. Em 1857, foi nomeado diretor das escolas diocesanas e em abril de 1858, diretor do recém-fundado jornal católico "Osservatore Bolognese", para combater as ideias liberais.
Em 1859, tornou-se professor de filosofia na Universidade de Bolonha e seu reitor mas não pode ocupar os cargos devido aos problemas políticos causados pela Unificação Italiana; então, continuou ensinando no seminário. Foi examinador prossinodal e professor de filosofia e teologia no Seminário de Bolonha, de 1848 a 1878. Camareiro privado de Sua Santidade. Cônego honorário do capítulo metropolitano de Bolonha em 1873, tornou-se seu arquidiácono em 1878. A partir de 1874, ele presidiu a seção filosófica da Accademia médico-filosofica di San Tommaso.
Eleito bispo de Rimini, apesar de suas objeções, em 28 de fevereiro de 1879, foi consagrado em 9 de março de 1879, igreja de Sant'Apollinare alle Terme, em Roma, por Raffaele Monaco La Valletta, cardeal-vigário de Roma, assistido por Giulio Lenti, vice-gerente de Roma, e por Carlo Laurenzi, auditor Sanctissimi e bispo auxiliar de Perúgia. Tomou posse da sé no dia 31 de maio seguinte e obteve o exequatur do governo italiano em agosto do mesmo ano.
Foi promovido a arcebispo metropolitano de Bolonha em 3 de julho de 1882, nesse mesmo dia recebendo o pálio. Obteve o exequatur com bastante facilidade e fez sua entrada solene na arquidiocese em 14 de setembro do mesmo ano. O palácio arquiepiscopal de Bolonha estava fechado havia vinte e dois anos porque seus predecessores não obtiveram essa autorização.
Foi criado cardeal pelo Papa Leão XIII, no Consistório de 
27 de julho de 1885, recebendo o barrete vermelho e o título de cardeal-presbítero de São Bernardo nas Termas Dioclecianas em 30 de julho do mesmo ano.
Faleceu em 8 de julho de 1892, de uma doença que o imobilizou por um ano, na Villa Guastavillani, em Barbiano. Velado na Catedral de São Pedro de Bolonha, onde ocorreu o funeral em 15 de julho e sepultado, temporariamente, na capela dos condes de Bentivoglio na Abadia Cartuxa de Bolonha, depois foi transferido para a capela dos Bentivoglio, no cemitério de Mirabello, em 30 de outubro de 1894. Seus restos mortais foram transferidos para um novo túmulo na igreja paroquial de Mirabello em fevereiro de 2000 e o túmulo foi abençoado pelo cardeal Giacomo Biffi, arcebispo de Bolonha, em 5 de março de 2000.